# Яншин Михайло Михайлович
Яншин Михайло Михайлович (20 жовтня (2 листопада) 1902, Юхнов, Смоленська губернія — 17 липня 1976, Москва) — радянський актор театру і кіно, режисер, Народний артист СРСР (1955), один з найяскравіших представників «другого покоління» артистів МХАТу.

## Біографія
Михайло Яншин народився в 1902 у в місті Юхнов Смоленської губернії. В юності працював столяром, потім займався у Вищому техучилищі. В 1919 році пішов добровольцем у Червону армію. В 1922 у вступив до школи Другої Студії МХАТ; в 1924 у разом з іншими молодими студентами (зокрема, з М. П. Хмельовим, М. М. Кєдровим і Б. М. Лівановим) був прийнятий в трупу МХАТу, актором якої він залишався до кінця життя.
Першими помітними ролями Яншина в Художньому театрі стали Добчинський в «Ревізорі» і лакей Петрушка в «Лихо з розуму». Проте зоряною для нього виявилася роль Ларіосика в п'єсі «Дні Турбіних» Михайла Булгакова.
Згодом Яншин, залишаючись актором МХАТу, працював в інших театрах — з 1934 по 1939 був художнім керівником Московського театру лісової промисловості, з 1937 по 1941 керував театром «Ромен», з 1950 по 1963 був головним режисером Московського драматичного театру імені К. С. Станіславського. За ініціативою Яншина в МХАТ був запрошений Олег Єфремов.
Поряд з роботою в театрі Яншин, починаючи з 1920-х років багато знімався в кіно. Один з найулюбленіших артистів «Союзмультфільму», який озвучив героїв безлічі мультфільмів. Часто працював з сестрами Брумберг, написав для них сценарій фільму «Ніч перед Різдвом».
Лауреат Державної премії РРФСР імені К. С. Станіславського (1970), Державної премії СРСР (1975). Нагороджений двома Орденами Леніна, низкою інших орденів і медалей.
Помер 17 липня 1976 а в Москві. Похований на Новодівочому кладовищі. На московському будинку, де в 1955—1974 роках жив Яншин, встановлено меморіальну дошку.

## Фільмографія
Озвучування мультфільмів:
- «Стьопа-моряк» (1955, Михал Михалич)